# Cayo Coco
Cayo Coco es una isla en la región central de Cuba, su superficie de 370 km² la hace la cuarta isla más grande de este país; es famosa por sus lujosas estaciones turísticas con todo incluido. Está ubicada en la provincia de Ciego de Ávila y más específicamente en el municipio Morón. Es parte de una cadena de islas conocidas como «Jardines del Rey», compuesta por Cayo Guillermo, Cayo Coco, Cayo Cruz y Cayo Romano, en el Archipiélago conocido como Sabana-Camagüey. 

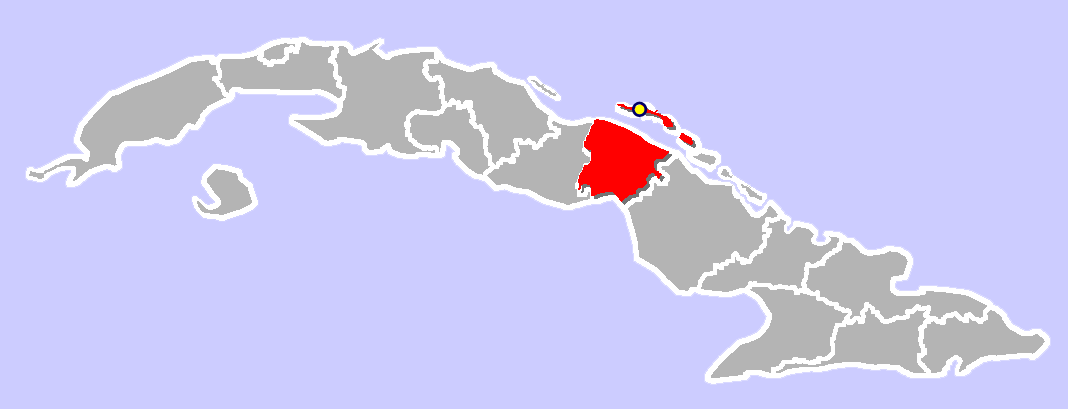
Ubicación de Cayo Coco en Cuba.

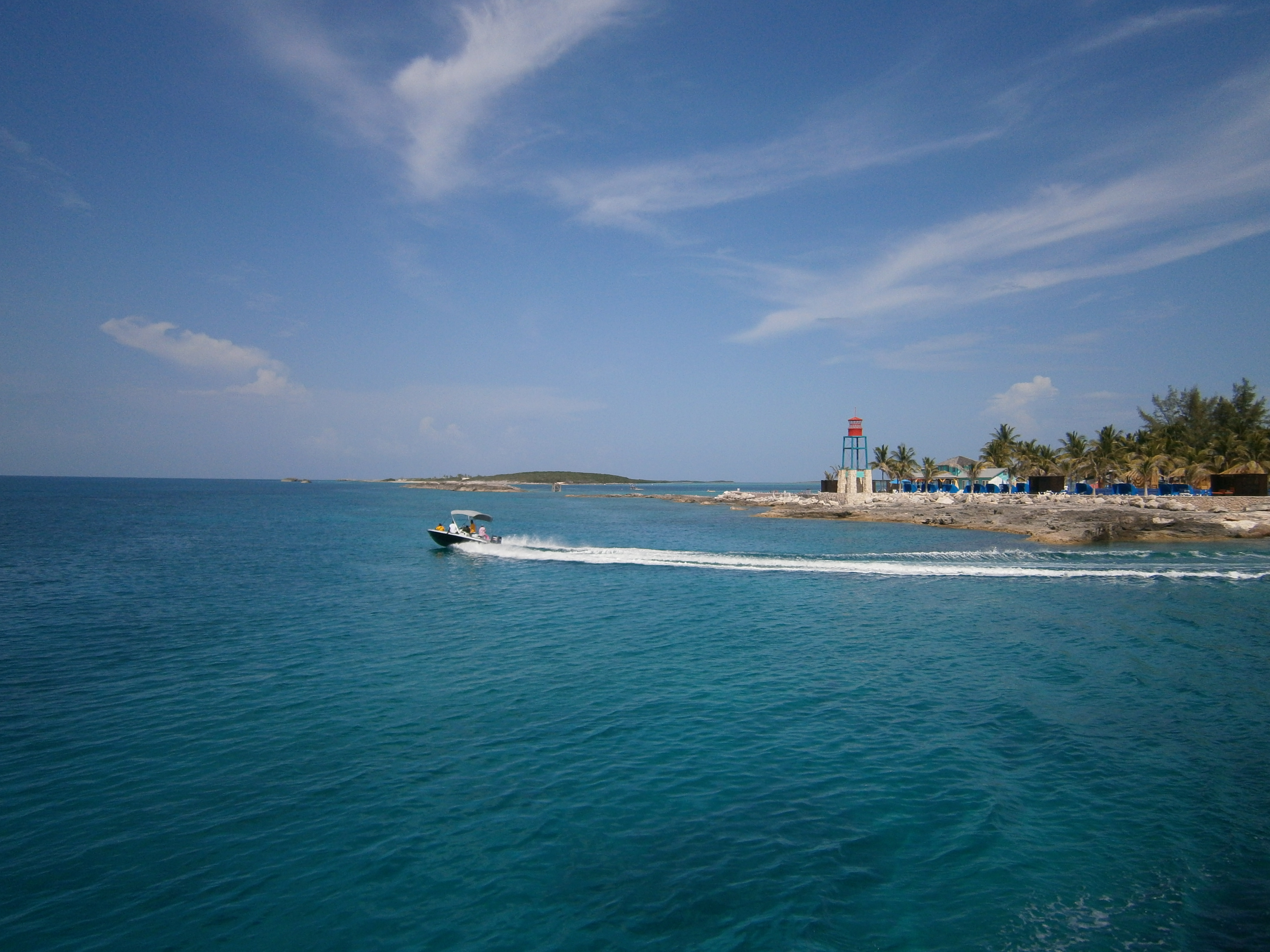
Isla Cayo Coco en 2012.

El cayo está unido a la isla de Cuba por medio de un camino artificial, denominado pedraplén, de unos 17 km de largo. La construcción causó protestas por parte de los ambientalistas dado que interrumpía el flujo de las olas y de este modo el ciclo de vida marino. A pesar de los temores iniciales, los flamencos salvajes siguen viviendo en las aguas poco profundas y pueden ser vistos frecuentemente desde el camino artificial, aunque no con tanta frecuencia como antes de la construcción. 
La forma más rápida para llegar a Cayo Coco es en avión, ya que cuenta con su propio aeropuerto internacional, el Aeropuerto Internacional de Jardines del Rey, inaugurado en 2002. Gracias a él, los turistas pueden volar directamente a Cayo Coco sin tener que hacerlo a través de la isla principal de Cuba, suponiendo un gran ahorro de dinero. En caso de querer una alternativa, otra forma de llegar es mediante el pedraplén o en barco.
Sus fondos marinos se encuentran repletos de una gran variedad de peces endémicos, lo que lo convierte en uno de los mejores lugares del mundo para practicar buceo o todo tipo de actividades acuáticas
En la actualidad Cayo Coco es uno de los principales polos turísticos junto a Varadero, Cayo Santa María y Cayo Largo. El islote cuenta con una excelente red hotelera en régimen todo incluido. El cayo es famoso por sus playas, algunas de las cuales están consideradas entre las más bonitas de Cuba, destacando Playa Larga, Playa Flamencos y Las Coloradas, aunque la más famosa es Playa Pilar, en el vecino cayo de Cayo Guillermo.